# 쓰루가시마시
쓰루가시마시(일본어: 鶴ヶ島市)는 일본 사이타마현 중부에 있는 시이다.

## 지리
사이타마현 중앙부에서 약간 남쪽에 위치하지만 통상적으로 사이타마현 서부로 여겨진다. 이루마 대지의 끝에 위치하고 고도는 30m에서 50m 정도로 남서쪽에서 북동쪽을 향해 완만하게 내려간다.
이전에는 논밭과 숲이 대부분을 차지하고 있었지만 고도 경제성장기 이후 인구 유입이 두드러지고 현재도 택지화, 상업지화가 계속 진전되고 있다. 연평균 기온은 15°C 전후이고 연 강수량은 1,400mm 정도이다.

### 인접한 지자체
- 가와고에시
- 사카도시
- 히다카시
- 이루마군 모로야마정

## 역사
- 1889년 4월 1일 - 정촌제 시행과 함께 고마군 쓰루가시마촌이 성립하였다.
- 1896년 3월 29일 - 고마군이 이루마군에 편입되어 이루마군 쓰루가시마촌이 되었다.
- 1966년 4월 1일 - 정으로 승격하여 쓰루가시마정이 되었다.
- 1991년 9월 1일 - 시로 승격하였다.

## 교통

### 철도
- 도부 철도
  - 도조 본선
  - 오고세선

### 도로
- 간에쓰 자동차도
- 겐오 자동차도
- 국도 제407호선

## 인구
| 연도 | 인구   | ±%      |
| ---- | ------ | ------- |
| 1950 | 6,826  | —       |
| 1960 | 7,008  | +2.7%   |
| 1970 | 14,643 | +108.9% |
| 1980 | 35,842 | +144.8% |
| 1990 | 63,064 | +76.0%  |
| 2000 | 67,638 | +7.3%   |
| 2010 | 69,990 | +3.5%   |
| 2020 | 70,117 | +0.2%   |